# سیارک ۷۸۹۸
سیارک ۷۸۹۸ (به انگلیسی: 7898 Ohkuma، نامگذاری:1995XR1) هفت هزار و هشتصد و نود و هشتمین سیارک کشف شده‌است که در ۱۵ دسامبر ۱۹۹۵ کشف شد.
قدر مطلق سیارک برابر ۳۲.۳ است.